# والت (مقاطعة كلاردشت)
والت (بالفارسية: والت) هي قرية تقع في قسم كلاردشت الغربي الريفي (مقاطعة كلاردشت) في إيران. يقدر عدد سكانها بـ 227 نسمة بحسب إحصاء 2016.